# Glaciar Austin
El Glaciar Austin es un glaciar de la mayor de las Islas Georgias del Sur que son administradas por el Reino Unido y reclamadas por Argentina. Está ubicado en la Bahía de las Islas, en el norte de la isla San Pedro (o Georgia del Sur).  El glaciar fue llamado con este nombre por primera vez en una carta del Almirantazgo Británico en 1931.